# Troglocladodus
Troglocladodus è un genere estinto di pesce cartilagineo appartenente alla famiglia Ctenacanthidae, vissuto durante il Mississippiano medio-tardo. I suoi fossili sono stati identificati nei sedimenti marini del Mammoth Cave National Park, in Kentucky, e in due orizzonti marini del Mississippiano superiore nel nord dell'Alabama.

## Scoperta e classificazione
Il genere Troglocladodus è stato descritto per la prima volta nel 2023, sulla base di denti isolati provenienti dalle formazioni St. Louis e Ste. Genevieve nel Kentucky e dalla formazione Bangor Limestone dell'Alabama. L'unica specie attualmente riconosciuta è Troglocladodus trimblei. Il nome Troglocladodus fa riferimento alla scoperta dei fossili all'interno del sistema di grotte di Mammoth Cave, mentre l'epiteto specifico trimblei onora un contributore significativo alla paleontologia della regione.

## Morfologia e dentatura
Troglocladodus è caratterizzato da una dentizione con elementi distintivi. Presentava una cuspide mediana ampia, più sviluppata rispetto a quelle laterali, con creste longitudinali pronunciate che percorrevano la superficie del dente. Aveva più cuspidi intermedie tra la principale e quelle laterali e la base del dente era relativamente corta in senso labiolinguale. Queste caratteristiche suggeriscono un adattamento specifico nella biomeccanica della masticazione e distinguono Troglocladodus dagli altri membri dei Ctenacanthidae, suggerendo una specializzazione funzionale nella sua dieta.

## Paleoecologia
Le caratteristiche dentali di Troglocladodus indicano che fosse probabilmente un predatore marino, adattato a nutrirsi di prede con esoscheletri duri come crostacei e piccoli vertebrati. La presenza di più cuspidi e creste ben sviluppate suggerisce un'efficace capacità di frantumazione, utile in un ecosistema marino del Mississippiano ricco di fauna bentonica. Il ritrovamento dei suoi fossili in ambienti marini poco profondi indica che viveva probabilmente vicino a piattaforme carbonatiche e barriere coralline, dove poteva trovare abbondante cibo.

## Importanza paleontologica
La scoperta di Troglocladodus trimblei arricchisce la conoscenza sulla diversità dei Ctenacanthidae durante il Mississippiano medio-tardo. Il suo ritrovamento in Kentucky e Alabama dimostra che questi squali primitivi erano ampiamente distribuiti negli ambienti marini dell’epoca. L'analisi della sua dentizione fornisce informazioni preziose sulle strategie di alimentazione degli squali preistorici e sulla loro evoluzione morfologica, aiutando a comprendere meglio l'adattamento di questi predatori nell'ecosistema marino del Paleozoico.